# Iglesia de San Andrés Apóstol de Bustillo del Páramo de Carrión
La Iglesia de San Andrés Apóstol de Bustillo del Páramo de Carrión es el templo parroquial de dicha población palentina.

## Contexto
Bustillo es una pequeña población de 70 habitantes, en la provincia de Palencia, situada en la comarca natural del Páramo Leonés. Está emplazada en un terreno llano y árido, y la voz bustillo no hace referencia a un altozano, sino a unas rozas de hierba que se quemaban para fomentar el crecimiento de pasto. Situado en la antigua Cañada Real Leonesa y formando parte del Camino de Santiago Francés, la población era un punto de tránsito de personas y ganados.

## Historia
La construcción del templo se inició en 1650 y se finalizó en 1737. Las esculturas que alberga son también de los siglos XVII y XVIII. A inicios del siglo XXI el edificio fue restaurado mediante el concurso de las personas de la población.
La iglesia está dedicada a San Andrés Apóstol, que es el patrón de la población y cuyas fiestas se celebran anualmente el 30 de noviembre.

## Descripción
El edificio se compone de tres naves separadas por pilares que se elevan con bóvedas de arista decoradas con yeserías barrocas, y con tres cúpulas sobre el crucero. En la nave del Evangelio hay un retablo del primer tercio del siglo XVII con una escultura de Santo Obispo del siglo XVIII, de otro retablo de la segunda mitad del siglo, con un crucifijo y un San Antonio de Padua.
En la nave de la Epístola hay un retablo barroco del siglo XVIII con varias esculturas: de San Joaquín, de Santa Ana, de la Asunción y de San Pedro. Todas ellas son del siglo XVIII. Hay otro retablo de estilo rococó con una escultura del Nazareno y otra de Santo Ángel, del siglo XVIII. demás, una escultura gótica de San Pablo del siglo XIV.
En total dispone de seis altares: altar mayor, dos altares llamados de las Ánimas, altar de la Purísima Virgen María, altar de la Asunción y altar de Jesús Nazareno.